# August I. von Schwarzburg-Sondershausen
August I. von Schwarzburg-Sondershausen (* 27. April 1691 in Sondershausen; † 27. Oktober 1750 in Ebeleben) war apanagierter Prinz von Schwarzburg-Sondershausen.

## Leben
Prinz August I. war Sohn des Fürsten Christian Wilhelm von Schwarzburg-Sondershausen (1647–1721) und dessen Gemahlin Fürstin Wilhelmine Christiane (1658–1712), Tochter des Herzogs Johann Ernst II. von Sachsen-Weimar.
Auf Grund des 1713 geschlossenen Erb- und Successionsvertrages wurde er als drittgeborener Sohn nie Erbe und somit nie regierender Fürst. Natürlich ging er nicht ganz leer aus, sondern erhielt das Schloss Ebeleben als Wohnsitz. Dort hielt er auch ausschließlich bis zu seinem Tod Hof.
Da seine Brüder Günther und Heinrich ohne Erben starben, hätte August im Jahr 1758 die Regentschaft von Schwarzburg-Sondershausen übernehmen müssen. Doch er war bereits 1750 gestorben und so führte sein ältester Sohn Christian Günther die Regierungsarbeiten fort.

## Ehe
August I. war seit 19. Juli 1721 mit Charlotte Sophie (1696–1762), Tochter des Fürsten Carl Friedrich von Anhalt-Bernburg, verheiratet. Mit ihr hatte er folgende Kinder:
- Friederike Auguste (1723–1725)
- Charlotte (1732–1774) ⚭ 30. Januar 1754 Graf Heinrich II. von Reichenbach-Goschütz (1731–1790)
- Christian Wilhelm (1734–1737)
- Christian Günther III. (1736–1794), Fürst von Schwarzburg-Sondershausen
- Johann Günther V. (1737–1738)
- August II. (1738–1806), „der Bürgerfürst“, apanagierter Prinz von Schwarzburg-Sondershausen ⚭ 1762 Christine Elisabeth Albertine von Anhalt-Bernburg (1746–1823)